# Monimo
Monimo (Μόνιμος, Mònimos; 399 a.C. circa – 300 a.C. circa) è stato un filosofo cinico siceliota vissuto nel IV secolo a.C.

## Biografia
Originario di Siracusa, secondo Diogene Laerzio;
()

## Pensiero ed opere
Scrisse un'opera Sugli impulsi in due libri e un Protrettico, oltre a poesie semiserie, ma tutto è andato perduto.
Monimo divenne noto per l'affermazione secondo la quale «tutto è vano». Secondo la testimonianza fornita da Sesto Empirico, Monimo e Anassarco «riducendo gli esseri a mera scenografia, li concepivano assimilandoli a quello che ci accade negli stati di sonno e di follia».